# Locomotiva SB 35b
Le locomotive 35b della Südbahn erano locomotive a vapore con tender, di rodiggio 0-4-0, costruite nel numero di dieci unità tra 1872 e 1873 dalla fabbrica di locomotive di Esslingen, su richiesta di Louis Adolf Gölsdorf, come evoluzione della precedente serie 35a
Dopo la prima guerra mondiale, in conseguenza della spartizione del parco Südbahn, 8 unità passarono alle FS italiane (che le classificarono come 453.001–008) e le restanti 2 alle JDŽ jugoslave (che le classificarono come 132-017–018).